# Holly Near
Holly Near (Ukiah, 6 giugno 1949) è una cantante, attrice, insegnante e attivista politica statunitense.

## Biografia
Inizia a cantare nel 1963 nel gruppo folk Freedom Singers e nel 1968 si iscrive ai corsi di teatro della UCLA.
La sua carriera professionale inizia nel 1969, con una parte nella serie televisiva Mod Squad, i ragazzi di Greer (The Mod Squad), a cui seguono le partecipazioni a Room 222, Arcibaldo (All in the Family) e La famiglia Partridge (The Partridge Family). Compare anche nei film Mattatoio 5 tratto dal romanzo omonimo di Kurt Vonnegut e Minnie and Moskowitz di John Cassavetes.
Nel 1970 è nel cast del musical di Broadway Hair. A seguito della Sparatoria della Kent State, nel maggio di quell'anno, in un'occasione l'intero cast restò in silenzio sul palco per protesta. Nel 1971 si unisce al "Free the Army Tour", uno show itinerante di musica e teatro contro la guerra in Vietnam organizzato dall'attivista Fred Gardner e dagli attori Jane Fonda e Donald Sutherland. Nel 1972 fonda un'etichetta discografica oggi chiusa, la Redwood Records, per promuovere la musica di artisti "politicamente impegnati nel mondo".
Durante la sua carriera di musicista ha lavorato con numerosi artisti, tra cui Ronnie Gilbert, Pete Seeger, Arlo Guthrie, Mercedes Sosa, Bernice Johnson Reagon, Bonnie Raitt, Jackson Browne, Meg (Shambhavi) Christian, Cris Williamson, Linda Tillery, Joan Baez, Phil Ochs, Harry Belafonte, nonché col gruppo cileno degli Inti-Illimani.
Nei primi anni novanta ha scritto l'autobiografia Fire In The Rain, Singer In The Storm, successivamente adattata in un monologo teatrale.

## Discografia
- Hang in There, Redwood Records (1973)
- A Live Album, Redwood Records (1975)
- You Can Know All I AM, Redwood Records (1976)
- Imagine My Surprise, Redwood Records (1978) (con Meg Christian)
- Fire in the Rain, Redwood Records (1981)
- Speed of Light, Redwood Records (1982)
- Journeys, Redwood Records (1983)
- Lifeline, Redwood Records (1983) (con Ronnie Gilbert)
- Watch Out!, Redwood Records (1984) (con John McCutcheon e Trapezoid)
- 1984 - Sing to Me the Dream (con gli Inti-Illimani)
- HARP, Redwood Records (1985) (con Pete Seeger, Ronnie Gilbert e Arlo Guthrie)
- Singing With You, Redwood Records (1987) (con Ronnie Gilbert)
- Don't Hold Back, Redwood Records (1987)
- Sky Dances, Redwood Records (1989)
- Singer in the Storm, Chameleon Music Group (1990) (con Ronnie Gilbert)
- Musical Highlights, Redwood Records/Calico tracks Music (1993) (dallo spettacolo Fire in the Rain scritto da Holly Near & Timothy Near)
- This Train Still Runs, Abbe Alice Music (1996) (con Ronnie Gilbert)
- With a Song in My Heart, Calico Tracks Music (1997) (canzoni degli anni '30 e '40)
- Edge, Calico Tracks Music (2000)
- Cris & Holly, HC Recordings (2003) (con Cris Williamson, pianista John Bucchino)
- Show Up, Calico Tracks Music (2006)
- Sing to Me the Dream, Calico Tracks Music (2008) (registrazione dal vivo del "Peace in the Americas Tour" del 1984 con gli Inti Illimani)
- We Came to Sing, Calico Tracks Music (2009) (con Emma's Revolution)
- "Peace Becomes You", Calico Tracks Music (2012)

### Ristampe
- Simply Love: The Women's Music Collection, Calico Tracks Music (2000)
- HARP: A Time to Sing,  Appleseed Recordings (2001) (con Pete Seeger, Ronnie Gilbert e Arlo Guthrie, ripubblicato come CD doppio nel 1985 dalla HARP recording)
- Early Warnings, Appleseed Recordings (2001) (brani estratti da Sky Dances e Watch Out!)
- Lifeline Extended, Appleseed Recordings (2002) (con Ronnie Gilbert)
- And Still We Sing: The Outspoken Collection, Calico Tracks Music (2002) (con Rhiannon, Inti Illimani, Ronnie Gilbert, HARP, Mercedes Sosa, Brian Lane Green)
- Crushed: The Love Song Collection, Calico Tracks Music (2002)

### Compilations
- Michigan Live '85: 10th Michigan Womyn's Music Festival, August Night Records (1985) “Fight Back” (solo), “Oh Mary Don't You Weep” (con Ronnie Gilbert e Linda Tillery) e “Waterfall” (con Rhiannon)
- Ben & Jerry's Newport Folk Festival, Alcazar Records (1988) “Step it Out Nancy”
- Ben & Jerry's Newport Folk Festival, Vol. 2, Alcazar Records (1988) “Once or Twice”
- Live from El Salvador, Redwood Records (1991) “Hay Una Mujer Desaparecida” (con Barbara Higbie)
- Rainbow Sign, Rounder Records (1992) “Oh, Mary Don't You Weep” (con Ronnie Gilbert, Arlo Guthrie and Pete Seeger)
- Cabaret Noël: A Broadway Cares Christmas, Lockett Palmer Records (1993) “O Holy Night” (with Brian Lane Green)
- The Story of the Chicken Made of Rags, Soul Vibrations, Redwood Records (1993) “Oh Me! Oh My!”
- George & Ira Gershwin: A Musical Celebration, MCA Records (1994) “But Not for Me”
- Lifelines, (Peter Paul & Mary) Warner Brothers (1995) “Home is Where the Heart Is” (duetto con Mary Travers)
- Winter Moon: A Celebration of Gay and Lesbian Singers and Songwriters... and Friends, Streeter Music (1995) “Change of Heart”
- Pink Album, The Seattle Men's Chorus (1996) “Ella's Song”, “Our Love is Soaring Across the Land” and “The Great Peace March”
- The Gay 90s Musical: Looking Back…Moving On… Varese Sarabande Records (1997) “Simply Love”
- Folk Live from Mountain Stage, Blue Plate Records (1997) “Sun Won't Stop”
- Fruit Cocktail, Streeter Music (1997) “The Right to Love” (with Adrienne Torf)
- Where Have All the Flowers Gone: The Songs of Pete Seeger, Appleseed Records (1998) “Quiet Early Morning”
- A Love Worth Fighting For: A Celebration of Gay and Lesbian Singers and Songwriters, Streeter Music (2000) “Sit With Me”
- Change of Heart, The Women's Chorus of Dallas (2001) “Change of Heart,” “Sun Won't Stop” and “The Great Peace March”
- Seeds: The Songs of Pete Seeger, Vol. 3, Appleseed Recordings (2003) “Precious Friend” (con Ronnie Gilbert, Robin Flower e Libby McLaren)
- Glass Half Full, Grazie Recordings (2006) “Gracias a La Vida” (con John Buccino)
- Needle in the Groove: Women Singing for Social Change (2006) “Fired Up”
- Sowing the Seeds – The 10th Anniversary, Appleseed Recordings (2007) “Somos El Barco” (con Ronnie Gilbert, Arlo Guthrie e Pete Seeger)

## Filmografia

### Cinema
- Angel, Angel, Down We Go (1969)
- The Magic Garden of Stanley Sweetheart (1970)
- The Todd Killings (1971)
- Minnie and Moskowitz (1971)
- F.T.A. (1972)
- Mattatoio 5 (Slaughterhouse-Five), regia di George Roy Hill (1972)
- The Weavers: Wasn't That a Time! (1982) - documentario
- Women of Summer (1985) - documentario
- Dogfight - Una storia d'amore (1991)
- Il cuore della foresta (Heartwood, 1998)

### Televisione
- Mod Squad, i ragazzi di Greer (The Mod Squad) - serie TV (1969)
- The Bold Ones: The Senator - serie TV, episodio Power Play (1970)
- Room 222 - serie TV, episodio The Lincoln Story (1970)
- Arcibaldo (All in the Family) - serie TV, episodio Gloria Has a Belly Full (1971)
- The Partridge Family (The Partridge Family) - serie TV, episodio The Selling of the Partridges (1973)
- Mr. and Mrs. Cop (1974) - film per la TV
- Avvocati a Los Angeles (L.A. Law) - serie TV, episodio Spleen It to Me, Lucy (1991)

## Teatro
- Hair (1970)

## Pubblicazioni
- (EN) Holly Near, Fire In The Rain, Singer In The Storm: An Autobiography, New York, W. Morrow, 1990, ISBN 978-0-688-08733-3.
- (EN) Holly Near, Near, Holly. Papers, 1967-1994: A Finding Aid, Harvard University, aprile 2000.